# Tegelsnijder

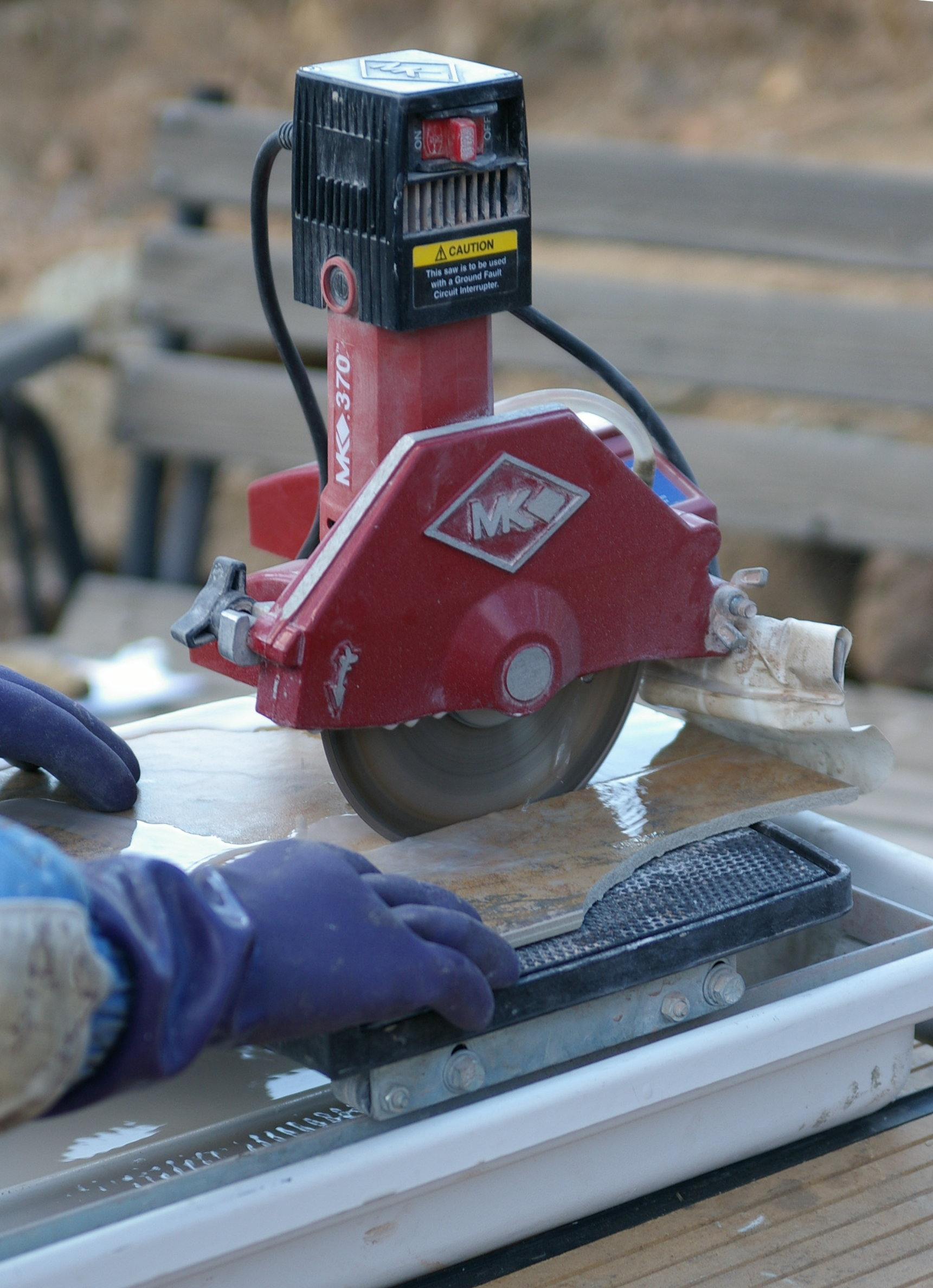
Een tegelsnijder

Een tegelsnijder is een stuk gereedschap om glazen of keramische tegels op maat te 'snijden'. Er zijn manuele en elektrische gereedschappen, die essentieel op een verschillende manier werken.

## Manuele tegelsnijder
De gewone, met de hand bediende tegelsnijder bestaat uit een platform met daarop een mobiele hefboom gemonteerd. De hefboom is onderaan van een snijwiel en een breker voorzien.
De tegel wordt op het platform gelegd. Indien het platform voorzien is van een draaibare winkelhaak, kan een hoek ingesteld worden. Met de hefboom wordt het snijwiel stevig op de tegel gedrukt. Vervolgens wordt de hefboom horizontaal over de tegel getrokken of geduwd, zodat het snijwiel een kras maakt in de tegel. Ten slotte wordt het wiel voorbij de tegel bewogen en wordt de breker op de rand van de tegel gezet. Door deze stevig neer te drukken met de hefboom, breekt de tegel langs de net gemaakte kras.
Een goede uitvoering van dit proces verhoogt de kwaliteit van het resultaat. Een scheve, kromme of meervoudige breuk is echter nooit uit te sluiten.

## Elektrische tegelsnijder
Bestaat uit een werkbank, aangepast aan het juist leggen van de tegel, en een haakse slijper, die het snijwerk uitvoert. Deze gereedschappen kunnen nauwkeuriger werken dan een manuele tegelsnijder.